# Chaetodermatida
De Chaetodermatida is een orde van schildvoetigen uit de klasse Caudofoveata (schildvoetigen).

## Families
- Chaetodermatidae Théel, 1875
- Limifossoridae Salvini-Plawen, 1970
- Prochaetodermatidae Salvini-Plawen, 1975